# Sollwitt
Sollwitt (fríz nyelven: Salwitt, dánul: Sollever) település Németország északi részén, Schleswig-Holstein tartományban. Lakosainak száma 304 fő (2023. december 31.).

## Története
A terület már az újkőkorszakban is lakott volt: erről tanúskodnak az itt megtalált, kovakőből készült eszközök és fegyverek, emellett pedig olyan salakot is találtak, amelyből a gyepvasérc feldolgozására következtetnek. A település nevét (amelynek jelentése: mocsárhoz közeli vagy mocsaras területen levő erdő) először 1407-ben említette írásos dokumentum. 1927-ben a pobülli mocsár sok hektárnyi területét szántóvá alakították, majd 1934-ben Pobüll község is Sollwitt részévé vált.

## Gazdaság
A község területén mintegy 900&hektáron folyik szántóföldi gazdálkodás, 100 hektáron pedig erdőművelés. 1977-ben alapítottak egy lovakkal foglalkozó telepet, ez mára Európa-hírűvé vált. A településen önkéntes tűzoltóság is működik.

## Népesség
A település népességének változása:
| Lakosok száma | 300  | 274  | 290  | 289  | 309  | 304  |
|               | 1975 | 2017 | 2019 | 2021 | 2022 | 2023 |